# (95625) 2002 GX32
2002 جي أكس 32 (ويعرف أيضًا باسم (95625) 2002 جي أكس 32 وفق تسمية الكوكب الصغير) (بالإنجليزية: 2002 GX32)‏ هو كويكب ضمن حزام الكويكبات؛ وترتيبه 95625 من حيث الاكتشاف.
اكتُشف هذا الجُرم الفلكي بواسطة إيمي بي. جوردن في 8 أبريل 2002.

## وصلات خارجية
- (95625) 2002 GX32 في قاعدة بيانات مختبر الدفع النفاث لأجرام النظام الشمسي الصغيرة

- الاكتشاف · مخطط المدار ·  العناصر المدارية · المعلمات المادية

- (95625) 2002 GX32 على موقع ويكي سكاي: DSS2, SDSS, GALEX, IRAS, Hydrogen α, X-Ray, Astrophoto, Sky Map, Articles and images